# Bagnols (Rhône)
Bagnols település Franciaországban, Rhône megyében. Lakosainak száma 758 fő (2022. január 1.). Bagnols Frontenas, Le Breuil, Charnay, Châtillon, Chessy, Moiré és Val d’Oingt községekkel határos.

## Népesség
A település népességének változása:
| Lakosok száma | 659  | 680  | 725  | 731  | 739  | 745  | 745  | 752  | 758  |
|               | 2013 | 2015 | 2016 | 2017 | 2018 | 2019 | 2020 | 2021 | 2022 |